# International Republican Institute
Pour les articles homonymes, voir IRI.
L'International Republican Institute (IRI), est une organisation politique, de type think tank, dont le siège se trouve à Washington aux États-Unis. L'IRI est informellement liée au Parti républicain et travaille ensemble avec d'autres think tanks néolibéraux et groupes d'études des affaires étrangères, ainsi que le National Endowment for Democracy. Sa source principale de financement est le gouvernement fédéral des États-Unis.
La mission déclarée de l'IRI est de « soutenir la croissance des libertés politiques et économiques, de la bonne gouvernance et des droits humains autour du monde par l'éducation des gens, des partis politiques et des gouvernements sur les valeurs et les pratiques de la démocratie ». Toutefois, il a été lié aux tentatives (qui ont réussi) de provoquer un violent coup d'État à Haïti.

## Bureaux de l'IRI dans le monde
- Afrique : Abuja, Luanda, Nairobi, Rabat et Le Caire.
- Asie : Dili, Jakarta, Phnom Penh et Oulan-Bator.
- Amérique latine : Caracas, Guatemala City et Lima.
- Europe centrale, orientale et Balkans : Belgrade, Bratislava, Bucarest, Istanbul, Skopje, Sofia, Tirana et Zagreb.
- Ancienne Union soviétique : Almaty, Bakou, Biélorussie, Kiev, Moscou, Tachkent et Tbilissi.

Les employés et la direction de l'IRI comptent de nombreux membres du Parti républicain, souvent impliqués en politique étrangère ou dans le monde des affaires.

## Création de partis politiques de droite

### Pologne: l'AWS
L'IRI prétend avoir joué un rôle déterminant dans l'unification et l'organisation d'une diversité de partis politiques du « centre » et de « centre droit » pour qu'ils s'unifient en créant l'Akcja Wyborcza Solidarność (AWS), qui a été au gouvernement en Pologne, ensemble avec son partenaire l'Unia Wolnosci (UW), de 1997 jusqu'en 2001. Elle prétend avoir fourni de la formation dans les techniques de campagnes politiques, de la communication médiatique, d'avoir fourni des recherches sociologiques comme des sondages de l'opinion publique, pour aider à la création de l'AWS. L'IRI dit aussi qu'après l'arrivée au pouvoir de l'AWS, l'organisation a organisé un programme de formation à la communication pour le premier ministre et son gouvernement, afin éviter que l'AWS se divise à cause des tensions internes (« IRI initiated a post-election program that emphasized media and communications training for Prime Minister Jerzy Buzek's chancellory and cabinet. »).

### Haïti
L'IRI est responsable de la formation des leaders du coup d'État à Haïti de 2004, ainsi que dans le financement des groupes d'opposition dans le pays (3 millions de dollars en 2001[réf. nécessaire]). Le président démocratiquement élu, Jean-Bertrand Aristide, a été enlevé (contre son gré selon lui ; volontairement selon les autorités américaines) par les militaires américains le 29 février 2004.

### Cuba
Caleb McCarry, dans le cadre du programme de liberté du président Bush dans les Amériques, a été nommé « coordinateur de la transition pour la reconstruction de Cuba » en 1994 par le gouvernement Bush, un poste dont la création a été vivement critiquée par les responsables du gouvernement cubain. Peu de temps après la nomination de McCarry à ce poste, le Ministre des Affaires étrangères cubain Felipe Pérez Roque a dénoncé devant l'ONU des plans produits par les États-Unis pour renverser le gouvernement cubain, qui ne sont qu'« illusions »). Sa mission consistait à élaborer et mettre en œuvre une stratégie complète pour soutenir la transition vers la démocratie à Cuba. Il a pour cela travaillé en étroite collaboration avec divers acteurs, y compris des organisations non gouvernementales et des dissidents cubains, pour promouvoir les libertés et les droits de l'homme sur l'île en mettant fin au régime de Fidel Castro. Interrogé par BBC News (11 avril 2006), il affirme que son travail est « d'aider les Cubains à retrouver leur liberté après 47 ans de dictature brutale ».
Plusieurs dissidents cubains de premier plan, dont les célèbres activistes anti-Castro Elizardo Sánchez et feu Oswaldo Payá, ont déclaré que la nomination de McCarry était contre-productive, car « [cela] permettra au gouvernement cubain de brandir le spectre de l'ingérence étrangère dans les affaires internes de notre pays. ».
En 2008, le gouvernement cubain accuse Caleb McCarry, quand il travaillait pour le Congrès, d'avoir orchestré le coup d'État de 2004 en Haïti, et d'avoir tenté d'aussi provoquer un coup d'État à Cuba.

## Venezuela
L'International Republican Institute s'est félicité du coup d'État de 2002 au Venezuela, estimant que « les Vénézuéliens se sont mobilisés pour défendre la démocratie ».